# سیمین غفاری
سیمین غفاری (زاده ۱۳۳۱ در تهران) بازیگر سینمای ایران است. وی بازی در سینما را با فیلم مزد خونین شروع کرد و هم‌اکنون در بلژیک به همراه شوهر و فرزندانش زندگی می‌کند.

## فیلم‌شناسی
- تشنه باران (۱۳۵۷)
- انتقام مرگبار (۱۳۵۶) در ترکیه
- بت (۱۳۵۵)
- جایزه (۱۳۵۵)
- پاشنه طلا (۱۳۵۴)
- جنجال (۱۳۵۴)
- دختر نگو، بلا بگو (۱۳۵۴)
- حریص (۱۳۵۲)
- زنجیری (۱۳۵۲)
- قربون زن ایرونی (۱۳۵۲)
- نعمت نفتی (۱۳۵۲)
- آشوبگر (۱۳۵۱)
- خر دجال (۱۳۵۱)
- خیلی هم ممنون (۱۳۵۱)
- رضا هفت خط (۱۳۵۱)
- کاکل زری (۱۳۵۱)
- مردی در طوفان (۱۳۵۱)
- آتشپاره شهر (۱۳۵۰)
- ایوالله (۱۳۵۰)
- حیدر (۱۳۵۰)
- همای سعادت (۱۳۵۰)
- یک خوشگل و هزار مشکل (۱۳۵۰)
- بابا کرم (۱۳۴۹)
- دزد و پاسبان (۱۳۴۹)
- سفر پر ماجرا (۱۳۴۹)
- لیلی و مجنون (۱۳۴۹)
- تونل (۱۳۴۷)
- مرد صحرا (۱۳۴۷)
- از جان گذشتگان (۱۳۴۶)
- میلیونرهای گرسنه (۱۳۴۶)
- بازو طلایی (۱۳۴۵)
- قهرمان دهکده (۱۳۴۵)
- جلاد (۱۳۴۴)
- خوشگل خوشگلا (۱۳۴۴)
- مرد ده میلیون تومانی (۱۳۴۴)
- مزد خونین (۱۳۴۴)